# Румыния на «Детском Евровидении — 2005»
Румыния участвовала в «Детском Евровидении — 2005», проходившем в Хасселте, Бельгия, 26 ноября 2005 года. На конкурсе страну представила Алина Эремия с песней «Țurai!», выступившая четвёртой. Она заняла пятое место, набрав 89 баллов.

## Национальный отбор
25 заявок были отправлены на национальный отбор, из которых 9 были дисквалифицированы, а оставшиеся приняли участие в национальном отборе, который прошёл 20 августа 2005 года. Победитель был определён комбинацией голосов от жюри (50%) и телезрителей (50%).
Изначально, 17 участников должны были принять участие в отборе, однако позднее, группа Rockids была дисквалифицирована с отбора из-за того, что она уже представляла Румынию на «Детском Евровидении» в 2003 году, но под другим названием — «Bubu & Co.» с песней «Tobele sunt viaţa mea», занявшие 10 место (по правилам конкурса участникам было запрещено иметь профессиональную карьеру до национального отбора).
| Selecţia Naţională Eurovision Junior 2005 — 20 августа 2005 | Selecţia Naţională Eurovision Junior 2005 — 20 августа 2005 | Selecţia Naţională Eurovision Junior 2005 — 20 августа 2005 | Selecţia Naţională Eurovision Junior 2005 — 20 августа 2005 | Selecţia Naţională Eurovision Junior 2005 — 20 августа 2005 | Selecţia Naţională Eurovision Junior 2005 — 20 августа 2005 | Selecţia Naţională Eurovision Junior 2005 — 20 августа 2005 | Selecţia Naţională Eurovision Junior 2005 — 20 августа 2005 |
| №                                                           | Артист                                                      | Песня                                                       | Жюри                                                        | Телезрители                                                 | Телезрители                                                 | Всего                                                       | Место                                                       |
| №                                                           | Артист                                                      | Песня                                                       | Жюри                                                        | Голоса                                                      | Баллы                                                       | Всего                                                       | Место                                                       |
| ----------------------------------------------------------- | ----------------------------------------------------------- | ----------------------------------------------------------- | ----------------------------------------------------------- | ----------------------------------------------------------- | ----------------------------------------------------------- | ----------------------------------------------------------- | ----------------------------------------------------------- |
| 01                                                          | Габриэлла Бугле                                             | «Trenul vacantei»                                           | 47                                                          | 187                                                         | 5                                                           | 52                                                          | 5                                                           |
| 02                                                          | Георгиана-Флорентина Бере                                   | «As vrea sa fiu o vedeta»                                   | 0                                                           | 61                                                          | 0                                                           | 0                                                           | 16                                                          |
| 03                                                          | Дана Марес                                                  | «Canta!»                                                    | 8                                                           | 168                                                         | 0                                                           | 8                                                           | 12                                                          |
| 04                                                          | Алина Эремия                                                | «Țurai!»                                                    | 60                                                          | 958                                                         | 60                                                          | 120                                                         | 1                                                           |
| 05                                                          | Габриэль Чиокан                                             | «Prietenul meu»                                             | 8                                                           | 94                                                          | 0                                                           | 8                                                           | 13                                                          |
| 06                                                          | Патриция Матей                                              | «Muzica e tot ce am»                                        | 26                                                          | 85                                                          | 0                                                           | 26                                                          | 10                                                          |
| 07                                                          | Андреа Трандафир                                            | «Ciocolata»                                                 | 19                                                          | 242                                                         | 30                                                          | 49                                                          | 6                                                           |
| 08                                                          | Анна-Мария Гергели                                          | «Zambet de copil»                                           | 1                                                           | 159                                                         | 0                                                           | 1                                                           | 14                                                          |
| 09                                                          | New Star Music                                              | «Rock-ul se canta asa»                                      | 32                                                          | 378                                                         | 40                                                          | 72                                                          | 2                                                           |
| 10                                                          | Драгош Бистричану                                           | «Romania!!!»                                                | 20                                                          | 310                                                         | 35                                                          | 55                                                          | 4                                                           |
| 11                                                          | Trio                                                        | «Cantec cu chitara»                                         | 7                                                           | 188                                                         | 10                                                          | 17                                                          | 11                                                          |
| 12                                                          | Михаила Сильвиу                                             | «Speranta»                                                  | 21                                                          | 620                                                         | 50                                                          | 71                                                          | 3                                                           |
| 13                                                          | Bebinela                                                    | «Gile strabuna»                                             | 4                                                           | 228                                                         | 25                                                          | 29                                                          | 9                                                           |
| 14                                                          | Глория Мелу                                                 | «Romancuta»                                                 | 17                                                          | 200                                                         | 20                                                          | 37                                                          | 7                                                           |
| 15                                                          | Андрей-Александр Тиба                                       | «Suflet de copil»                                           | 0                                                           | 164                                                         | 0                                                           | 0                                                           | 15                                                          |
| 16                                                          | Соня-Петра Думитру                                          | «Dar nu-i nimic»                                            | 20                                                          | 197                                                         | 15                                                          | 35                                                          | 8                                                           |

## На «Детском Евровидении»
Финал конкурса транслировали телеканалы TVR1 и TVRi, комментаторами которых были Иоана Исопеску и Александр Надь, а результаты голосования от Румынии объявляла Беатрис Соаре. Алина Эремия выступила под четвёртым номером после Хорватии и перед Великобританией, и заняла пятое место, набрав 89 баллов.

## Голосование[7]
| Баллы     | Страна                                  |
| --------- | --------------------------------------- |
| 12 баллов | Испания                                 |
| 10 баллов | Греция Кипр                             |
| 8 баллов  |                                         |
| 7 баллов  | Норвегия Сербия и Черногория            |
| 6 баллов  |                                         |
| 5 баллов  | Нидерланды                              |
| 4 балла   | Бельгия Северная Македония Швеция       |
| 3 балла   | Белоруссия Великобритания Латвия Россия |
| 2 балла   | Хорватия                                |
| 1 балл    |                                         |

| Баллы     | Страна             |
| --------- | ------------------ |
| 12 баллов | Испания            |
| 10 баллов | Белоруссия         |
| 8 баллов  | Северная Македония |
| 7 баллов  | Бельгия            |
| 6 баллов  | Греция             |
| 5 баллов  | Норвегия           |
| 4 балла   | Россия             |
| 3 балла   | Дания              |
| 2 балла   | Нидерланды         |
| 1 балл    | Латвия             |